# Донской округ
Донской округ — административно-территориальная единица Юго-Восточной области (с ноября 1924 — Северо-Кавказского края), существовавшая в 1924—1930 годах.

## История
В составе Донской области существовал Ростовский округ, который 2 июня 1924 года вошёл в состав Юго-Восточной области. 19 сентября 1924 года Ростовский округ был переименован в Донской.
В состав округа входили 12 районов: Гниловской (ц. ст. Гниловская), Азовский (центр г. Азов), Батайский (центр с. Батайское), Новочеркасский (центр г. Новочеркасск), Богаевский (центр ст. Богаевская), Мечетинский (центр ст. Мечетинская), Константиновский (центр ст. Константиновская), Семикаракорский (центр ст. Семикаракорская), Нижнекундрючевский (центр ст. Нижнекундрючевская), Ейский (центр г. Ейск), Старо-Минский (центр ст. Старо-Минская) и Кущёвский (центр ст. Кущёвская).
По данным на 1926 год Донской округ был разделён на 4 города ,11 районов: Азовский, Аксайский, Багаевский, Батайский, Ейский, Кущёвский, Мечётинский, Мясниковский, Новочеркасский, Семикаракорский и Старо-Минский.В округе имелось также 2 поселения городского типа и 171 сельсовет. Общее количество населенных пунктов составляло 1132.
4 марта 1929 года Донскому округ был объединён с Таганрогским в один Донской.
На август 1930 года в состав Донского округа входили 11 районов: Азовский (центр г. Азов), Батайский (центр с. Батайск), Ейский (центр г. Ейск),Кущёвский (центр ст. Кущёвская), Матвеево-Курганский (центр с. Матвеево-Курган), Мечетинский (центр ст. Мечетинская),Мясниковский (центр с. Чалтырь), Новочеркасский (центр г. Новочеркасск), Советинский (центр сл. Б. Крепкая), Староминской (центр ст. Староминская) и Таганрогский (центр г. Таганрог).
В августе 1930 года Донской округ был упразднён. Его районы отошли в прямое подчинение Северо-Кавказского края.

## Административные центры округа
Центром Ростовского округа Донской области считался город Азов (в соответствии с постановлением ВЦИК 27 апреля 1923 года).
С июня 1924 года по март 1929 года центром Донского округа был город Ростов-на-Дону.
С марта 1929 года по август 1930 года центром Донского округа являлся город Таганрог.

## Население
Население Донского округа по данным Всесоюзной переписи 1926 года составляло — 1 132 270 человек. Из них: по городским поселениям — 450 783 человека, по сельским поселениям — 681 487 человек.
По национальному составу среди граждан СССР в 1926 году в округе проживало русских — 519355 чел., украинцев — 498287, армян — 44504, евреев — 27164, белорусов — 11555, немцев — 8216. Иностранных граждан — 5616.

###### Городские поселения
город Ростов-на-Дону и Нахичевань — 308 103 человека.
город Азов — 17 539 чел.
посёлок Батайск — 22 863 чел.
город Ейск — 38 083 чел.
Красный посёлок — 1917 чел.
город Новочеркасск — 62 278 чел.

###### Сельские местности по районам
Азовский район — 87 170 чел.
Аксайский район — 44 775 чел.
Багаевский район — 72 337 чел.
Батайский район — 40 011 чел.
Ейский район — 100 563 чел.
Кущёвский район — 87 590 чел.
Мечётинский район — 78 432 чел.
Мясниковский район — 25 043 чел.
Новочеркасский район — 34 428 чел.
Семикаракорский район — 33 420 чел.
Старо-Минский район — 77 718 чел.
Крупные сельские поселения (районные центры) Донского округа:
станица Старо-Минская — 22 604 чел., станица Кущёвская — 11 865 чел., село Чалтырь — 9 328 чел., станица Мечётинская — 7 424 чел., станица Багаевская — 6 860 чел., станица Аксайская — 6 037 чел., станица Семикаракорская — 4 941 чел.